# 붉은 회랑

2013년 기준 낙살리스트-마오이스트의 활동 지역.

붉은 회랑( - 回廊, 영어: Red Corridor)은 인도 북부 및 동부의 경제적으로 낙후된 지역으로, 공산주의 계열 낙살라이트(Naxalite) 단체가 무장 활동하며 내란을 벌이는 곳을 지칭하는 용어이다. 주로 안드라프라데시 주, 비하르 주, 차티스가르 주, 자르칸드 주, 마디아프라데시 주, 오디샤 주, 우타르프라데시 주, 서벵골 주 등에 걸쳐 있는 이 지역은 현대 인도의 기준에서도 최악의 문맹률, 빈곤, 인구 과잉 등의 문제로 허덕이고 있다.
낙살라이트들은 인도 연방 정부의 불법행위법으로 1967년 이래 테러리스트 집단으로 선포되어 있다. 2011년 7월 연방 정부의 발표에 따르면, 이상의 8개 주를 포함한 9개 주에서 좌익 극단주의 세력의 영향을 받는 구역(district)은 2009년의 180개에서 83-103개 정도로 줄어들었다고 한다.